# أيمن الشيوي
أيمن الشيوي ممثل مصري. ولد في 23 يونيو 1965. وأستاذ في أكاديمية الفنون ورئيس قسم التمثيل والإخراج. و يشغل حالياً منصب عميد كلية العلوم السينمائية والمسرحية بجامعة بدر بالقاهرة. اشترك في بعض المسلسلات والأفلام بأدور ثانية مثل فيلم همام في أمستردام (فيلم)، وفيلم شورت وفانلة وكاب، ومسلسل الدالي وأكثر من 90 مسلسل من أهمها الخواجة عبد القادر وسرايا عابدين.....إلخ.

## مسلسلات
| - قابيل 2019 - القاضي عمر 2018 - ضيف شرف - كلبش 2018 - القاضي صادق - عائلبة الحج نعمان 2017 - ضيف شرف - مأمون و شركاه 2016 - دكتور حسين مراد غانم - ولاد السيدة 2015 - مكرم - سرايا عابدين 2015 - استيفان | - قصص الآيات في القرآن 2015 - صهيب الرومي - أستاذ ورئيس قسم 2015 - المحامي وليد - ألف ليلة وليلة 2015 - وزير الملك ياشين - الإكسلانس 2014 - عبد الرحمن - سرايا عابدين (ج1) 2014 - استيفان - مدرسة الأحلام 2013 - أحمد | - ميراث الريح 2013 - الصفعة 2012 - برانك - طرف ثالث 2012 - عدنان - جوه اللعبة 2012 - صبف شرف - الإمام الغزالي 2012 - بهيموند - الخواجة عبدالقادر 2012- رئيس هاريبرت بالسودان (بايدن) | - فرح العمدة 2012 - د.كريم - زي الورد 2012 - فوزي - الخفافيش 2012 - فؤاد - الدالي (ج3) 2012 - فريد - صدق او لا تصدق 2011 - طارق - مشرفة رجل لهذا الزمان 2011 - إبراهيم |

## وصلات خارجية
- أيمن الشيوي على موقع الدهليز
- أيمن الشيوي على موقع قاعدة بيانات الأفلام العربية

- أيمن الشيوي علي موقع قاعدة بيانات الأفلام العربية
- أيمن الشيوي علي موقع IMDb (الإنجليزية)